# Metagonia reederi
Metagonia reederi là một loài nhện trong họ Pholcidae. Loài này có ở quần đảo Galapagos.